# 5 Days of August
 5 Days of August  (5 Days of War in VK en VS) is een door Renny Harlin geregisseerde en medegeproduceerde speelfilm, die op 5 juni 2011 in première ging. De opnamen begonnen in oktober 2009 in Tbilisi. Mikko Alanne schreef het filmscenario in samenwerking met David Battle.

## Verhaal
Een aantal journalisten probeert in 2008 in Georgië de waarheid achter de Russisch-Georgische Oorlog om de Georgische regio Zuid-Ossetië te onthullen, terwijl tanks en straaljagers het land aanvallen.
De film werd opgedragen aan overleden Poolse president Lech Kaczyński

## Rolverdeling
- Rupert Friend - Thomas Anders
- Val Kilmer - Nederlandse journalist
- Andy García - Micheil Saakasjvili, president van Georgië
- Dean Cain - Chris Bailot
- Emmanuelle Chriqui - Tatia
- Micheil Gomiasjvili - Anton Medoevi
- Heather Graham - Miriam
- Mikko Nousiainen - Daniil
- Richard Coyle - Sebastian Ganz
- Antje Traue - Zoe
- Rade Šerbedžija - kolonel Demidov
- Johnathon Schaech - kapitein Rezo Avaliani
- Anna Walton - Karin Lange
- Marshall Manesh - Lech Kaczyński, president van Polen